# 邝廷保
邝廷保，生卒年不詳，籍贯不詳，清朝政治人物，同武進士出身。

## 簡歷
清朝嘉庆六年（1801年），参加辛酉科武殿试，登金榜，赐同武进士出身第三甲第32名。